# Karayolları Genel Müdürlüğü

Logo der Behörde

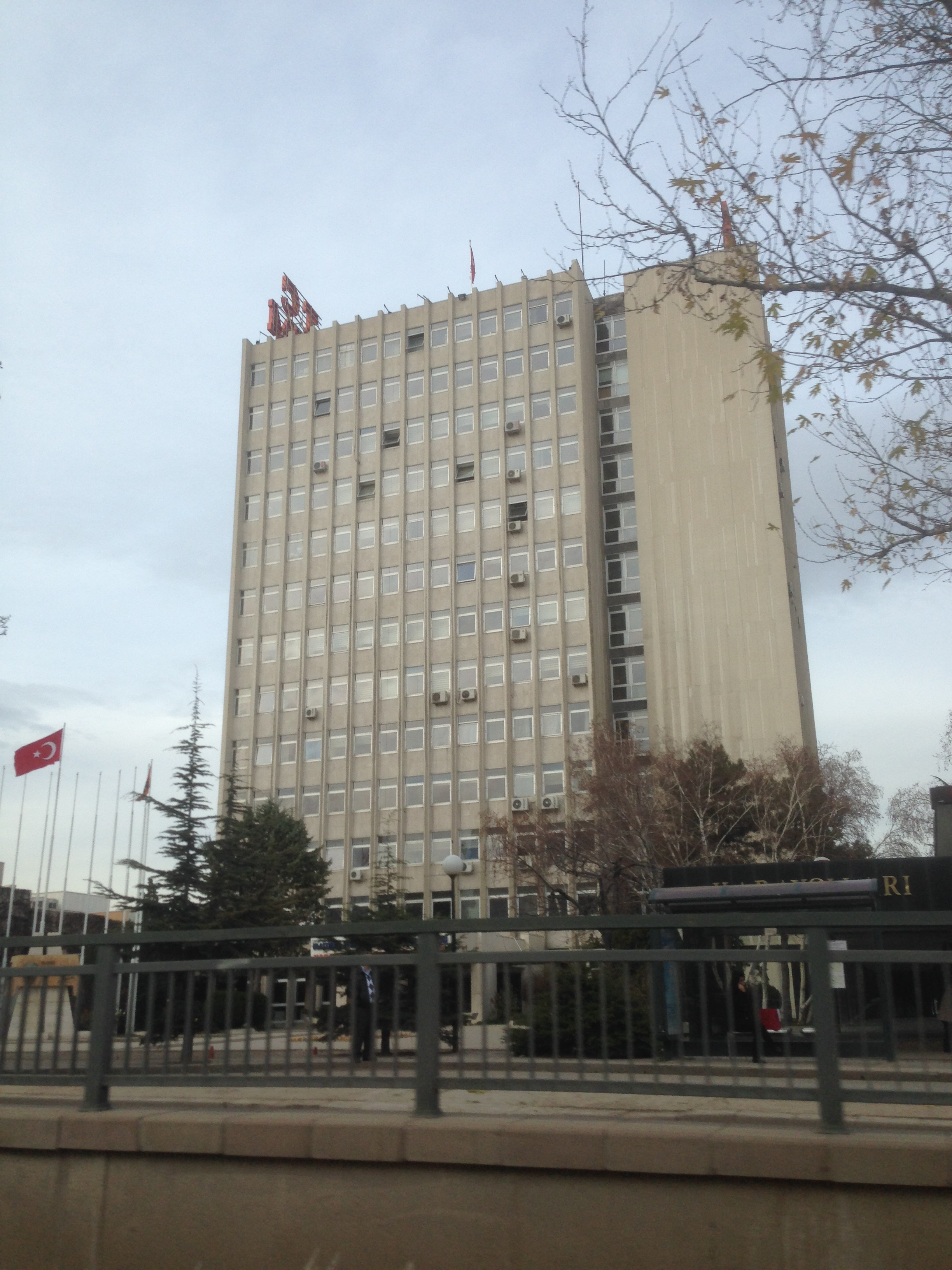
Dienstgebäude des KGM in Ankara

Karayolları Genel Müdürlüğü (abgekürzt KGM; deutsch: Generaldirektion für das Straßenwesen) ist die Behörde der Türkei, die mit Ausnahme der Gemeindestraßen für alle Straßen der Türkei zuständig ist. Die Behörde hat ihren Sitz in Ankara. Sie wurde 1929 als Amt für Straßen und Brücken (Şose ve Köprüler Reisliği) innerhalb des Ministeriums für öffentliche Arbeiten gegründet und erhielt ihren jetzigen Namen 1950. Sie ist seit 2007 dem Ministerium für Verkehr und Infrastruktur der Republik Türkei unterstellt.
Zum Zeitpunkt der Gründung der Republik 1923 betrug die Länge des (außerörtlichen) Straßennetzes innerhalb der heutigen Grenzen der Türkei 18.350 km, davon 13.900 km befestigte Straßen und 94 Brücken. Ende 2022 gab es in der Türkei unter der Aufsicht des Karayolları Genel Müdürlüğü ein Straßennetz von 68.761 km, davon 3.633 km Autobahnen. 28.906 km dieses Straßennetzes wiesen getrennte Fahrbahnen auf.
Bis 1948 wurden die Straßenbauarbeiten grundsätzlich in Handarbeit durchgeführt, danach kam es zum Einsatz von Maschinen. Bis 1960 war Hauptziel die Ausweitung des Straßennetzes, in den 1960er Jahren rückten die Verbreiterung der Straßen und die Asphaltierung in den Vordergrund. In den 1970er Jahren kam mit Gründung einer Automobilindustrie und der Ausweitung des Verkehrs in den Ballungsgebieten die Errichtung mehrspurige Expressstraßen auf. In den 1980er Jahren begann man mit der Errichtung eines Autobahnnetzes. Seit den 2020er Jahren gibt es für den Autobahnbau eine privat-öffentliche Mischfinanzierung.
Der Straßennetz unter der Aufsicht des Karayolları Genel Müdürlüğü besteht aus Autobahnen (Otoyollar), Staatsstraßen (Devlet Yolları) und Provinzstraßen (İl Yolları). Am 1. Januar 2024 waren das 3.726 km Autobahn, 30.864 km Staatsstraße und 34.064 km Provinzstraße. Nicht unter Aufsicht des Karayolları Genel Müdürlüğü stehen die Dorfstraßen und -wege (Köy Yolları, dazu zählen auch die Verbindungsstraßen zu den Dörfern), die Forststraßen und -wege (Orman Yolları), sowie die innerstädtischen Straßen und -wege (Şehiriçi Yolları). Touristische Straßen (Turistik Yollar) werden vom Karayolları Genel Müdürlüğü mit Mitteln des Ministeriums für Kultur und Tourismus errichtet und unterhalten.
Neben der Zentrale in Ankara bestehen 18 durchnummerierte Regionaldirektionen (Bölge Müdürlüğü) in Istanbul, Izmir, Konya, Ankara, Mersin, Kayseri, Samsun, Elazığ, Diyarbakır, Trabzon, Van, Erzurum, Antalya, Bursa, Kastamonu, Sivas und Kars. Der Bezirk jeder Regionaldirektion ist in mehrere Untereinheiten (Şube) unterteilt. Die Grenzen der Regionaldirektionen orientieren sich nicht strikt an den Provinzgrenzen.